# July (Noah Cyrus)
July è un singolo della cantante statunitense Noah Cyrus, pubblicato il 31 luglio 2019 come primo estratto dal secondo EP The End of Everything.

## Descrizione
Sesta traccia dell'EP, July è stata descritta dalla critica specializzata come una ballata country.

## Video musicale
Il video musicale, uscito in concomitanza con l'uscita del singolo, è stato diretto da James Pereira.

## Tracce
Testi e musiche di Noah Cyrus, Michael Sonier e Peter Harding.
Download digitale
1. July – 2:36

Download digitale – Remix
1. July (con Leon Bridges) – 2:32

## Formazione
- Noah Cyrus – voce
- Michael Sonier – produzione
- Eric Lagg – mastering
- Joe Grasso – missaggio

## Classifiche

### Classifiche settimanali
| Classifica (2020-24) | Posizione massima |
| -------------------- | ----------------- |
| Australia            | 40                |
| Belgio (Fiandre)     | 63                |
| Canada               | 40                |
| Grecia               | 100               |
| Irlanda              | 24                |
| Lettonia             | 93                |
| Lituania             | 65                |
| Norvegia             | 30                |
| Paesi Bassi          | 97                |
| Portogallo           | 183               |
| Regno Unito          | 66                |
| Stati Uniti          | 85                |
| Svezia               | 73                |
| Svizzera             | 77                |

### Classifiche di fine anno
| Classifica (2020) | Posizione |
| ----------------- | --------- |
| Australia         | 42        |
| Canada            | 86        |
| Norvegia          | 37        |
| Classifica (2021) | Posizione |
| Australia         | 84        |
| Classifica (2024) | Posizione |
| Australia         | 90        |